# Sangaris polystigma
Sangaris polystigma är en skalbaggsart som först beskrevs av Bates 1881. Sangaris polystigma ingår i släktet Sangaris och familjen långhorningar.
Artens utbredningsområde är:
- Panama.
- Venezuela.

Inga underarter finns listade i Catalogue of Life.